# Battaglia di Halbe
La battaglia di Halbe, combattuta tra il 24 aprile e il 1º maggio 1945, vide contrapposte le forze armate sovietiche impegnate nell'invasione della Germania e la IX Armata tedesca al comando del generale Theodor Busse.
La IX Armata, dopo l'inizio dell'offensiva sovietica contro Berlino, era stata intrappolata in una sacca all'interno di una foresta nei pressi della Sprea, a sud-est della capitale. Nel disperato tentativo di spingersi ad ovest per ricongiungersi con la XII Armata di Wenck e assieme consegnarsi agli americani, le forze di Busse ingaggiarono una feroce lotta contro i sovietici presso il villaggio di Halbe e le foreste a sud di Berlino.
Per riuscire nel loro intento, le unità tedesche avrebbero dovuto aprirsi un varco attraverso le linee del 1º Fronte Ucraino (al comando del Maresciallo Ivan Konev), resistendo allo stesso tempo alla pressione esercitata sulle retrovie dalle truppe del 1º Fronte Bielorusso (al comando del Maresciallo Žukov). Dopo un durissimo scontro, circa 25 000 soldati tedeschi – solo un terzo di quelli intrappolati – riuscirono ad aprirsi un varco verso le posizioni occupate dalla XII Armata. Il resto fu catturato dai sovietici o ucciso in battaglia.

## Premessa
Il 16 aprile le truppe sovietiche iniziarono il loro assalto a Berlino, sferrando un'offensiva in cui furono coinvolti ben tre Fronti sovietici nell'area della linea Oder-Neisse. La IX Armata tedesca venne impegnata nella difesa delle alture di Seelow contro il 1° Fronte Bielorusso del Maresciallo Žukov), riportando anche qualche successo iniziale sotto l'abile regia difensiva del generale Heinrici, comandante del Gruppo d'armate Vistola. Tuttavia quando il 1° Fronte Ucraino del Maresciallo Konev operò una pressione decisiva a sud delle alture Seelow, che portò allo sfondamento del Gruppo d'armate Centro operante in quell'area, anche la posizione della IX Armata si fece indifendibile e le sue linee vennero sfondate dal nemico. Essa si trovò così circondata dalle veloci unità sovietiche che stavano preparandosi a stringere la morsa contro Berlino e separata dal resto delle forze tedesche.

## L'accerchiamento

### La situazione tedesca
Il comando del V Corpo d'armata, intrappolato nella sacca assieme alla IX Armata, passò dalla IV Armata Panzer (parte del Gruppo d'armate Centro) proprio alla IX Armata. Ciò si rese necessario perché lo sfondamento operato dal 1º Fronte Ucraino costrinse il grosso del Gruppo d'armate Centro a una ritirata strategica verso sud-ovest, attraverso la Cecoslovacchia. Solo il V Corpo d'armata era riuscito ad ottenere qualche piccolo successo locale contro l'avanzata sovietica, mantenendo così la posizione presso Cottbus.
A questo punto Hitler emanò un ordine che dimostrò a tutti come ormai avesse perso completamente il contatto con la realtà militare: la IX Armata avrebbe dovuto mantenere il controllo di Cottbus e prepararsi a un attacco contro le forze sovietiche che avanzavano verso nord. L'obiettivo del piano di Hitler era innanzitutto quello di fare della IX Armata il braccio nord di una tenaglia che avrebbe dovuto avvolgere il 1FU, ricongiungendosi col resto della IV Armata Panzer, alla quale sarebbe dovuto spettare il compito di avanzare da sud. Con questa mossa Hitler intendeva creare poi le condizioni per un'ulteriore offensiva che avrebbe dovuto successivamente stringere il 1FB in una tenaglia formata dalle forze della IX Armata a sud e del Distaccamento d'armata del Tenente-Generale Felix Steiner a nord.
La realizzazione di una serie di manovre così complesse non era solo impossibile per l'evidente superiorità numerica da parte dei sovietici, ma soprattutto per la carenza di armamenti e rifornimenti da parte dell'esercito tedesco, le cui posizioni ormai erano state sfondate su tutto il fronte orientale. Per questo la manovra suggerita da Hitler incontrò lo scetticismo dell'Alto comando tedesco; Steiner stesso rese chiaro che non disponeva delle divisioni per una simile azione ed Heinrici a sua volta disse chiaramente allo staff di Hitler che se la IX Armata non si fosse ritirata immediatamente, sarebbe stata accerchiata dai sovietici.
Lo stesso Heinrici sottolineò inoltre che era già troppo tardi per far muovere la IX Armata a nord-ovest verso Berlino, e che avrebbe dovuto ritirarsi verso ovest. Il comandante del Gruppo d'armate Vistola continuò dicendo che se Hitler non gli avesse permesso di spostare le sue forze verso ovest, avrebbe chiesto di venire rilevato dal comando. Già il 22 aprile fu evidente a tutti che il piano di Hitler non era minimamente realizzabile: le unità tedesche non disponevano di forze sufficienti per l'attacco e la IX Armata venne anche scacciata da Cottbus sotto il peso dell'offensiva sovietica. In un disperato tentativo di difendere la capitale, la XII Armata di Wenck venne richiamata verso Berlino e alla IX Armata fu ordinato un ripiegamento verso ovest, con l'obiettivo di ricongiungersi con le truppe provenienti da occidente e lanciarsi assieme nella battaglia per difendere Berlino.
Nonostante le direttive di Hitler e dell'OKW, l'intenzione dei generali Wenck e Busse era semplicemente quella di ricongiungersi per potersi aprire la strada verso occidente e arrendersi alle truppe americane attestate sull'Elba. Ad aiutare i generali tedeschi nel loro intento, venne la disposizione dell'OKW che autorizzava il generale Busse a «decidere di testa sua la direzione di attacco migliore». Da quel momento, egli adottò la tattica resa famosa da Nelson di rifiutarsi di confermare la ricezione di messaggi e ordini, anche se le comunicazioni funzionavano correttamente. Nonostante la relativa libertà di manovra ottenuta, l'operazione di fuga sarebbe stata però assai complicata, in quanto già il 23 aprile i sovietici avevano circondato la IX Armata, spezzandone le vie di comunicazione e di rifornimento.

### La situazione della IX Armata
Ancor prima di essere circondata, la IX Armata aveva subito perdite significativa durante la Battaglia delle Alture Seelow. Si calcola che all'inizio dell'accerchiamento alla IX Armata rimanessero solo poco meno di 1000 tra cannoni e mortai, 31 carri e 150-200 veicoli pronti al combattimento. Gli 80 000 uomini rimasti prigionieri della sacca erano divisi nel XI Panzer Korp SS, V Corpo di montagna SS e V Corpo d'armata; vi erano anche elementi superstiti della guarnigione posta precedentemente a difesa di Francoforte sull'Oder. Le carenze di viveri e rifornimenti rendevano la situazione ancora più critica: i pochi viveri dovevano essere divisi tra le truppe e i civili tedeschi che presso di esse avevano cercato rifugio; la carenza di carburante poi era così grave da portare ad abbandonare pian piano gli automezzi rimasti a secco o a svuotare di benzina quelli danneggiati.
La speranza del generale Busse era quella di utilizzare le sue scarse riserve di artiglieria e mezzi corazzati come un grimaldello per scardinare le difese sovietiche e lanciarsi verso ovest. La sacca in cui la IX Armata era stata spinta dalle truppe del 1FU e del 1FB era una regione di laghi e foreste nei pressi della Sprea, a sud-est di Fürstenwalde. Nonostante l'obiettivo primario fosse rappresentato dal completamento dell'assedio intorno a Berlino, il Comando sovietico diede ordine a un discreto numero di truppe di attaccare i reparti tedeschi nascosti nella sacca: fu così che nel pomeriggio del 25 aprile la III, la XXXIII e la LXIX Armata attaccarono da nord-est le posizioni tedesche. L'obiettivo dei sovietici era quello di annientare le forze nemiche intrappolate, impedendone la fuga verso ovest.
Konev, il comandante del 1FU, sapeva che per fuggire dalle loro posizioni e ricongiungersi ad ovest con la XII Armata, le forze tedesche avrebbero dovuto attraversare l'autostrada Berlino-Dresda, puntando poi verso occidente. Per questo il Maresciallo sovietico prese alcune precauzioni per rendere difficili le operazioni ai tedeschi: pose due corpi a difesa di tale varco, fece abbattere molti alberi al fine di migliorare la visibilità e avviò la fortificazione della posizione con difese anticarro e artiglieria. Nonostante l'impegno dei soldati sovietici, però, rimase ancora un piccolo varco tra le truppe sovietiche che pattugliavano l'area.

### La situazione delle forze sovietiche
Le forze sovietiche che ricevettero l'ordine di attaccare la IX Armata contavano all'incirca 280 000 uomini, 7 400 tra cannoni e mortai, 280 tra carri e artiglieria semovente e 1 500 aerei. Si evidenziava così una netta superiorità di forze, specialmente in termini di mezzi corazzati, artiglieria e supporto aereo.

## Le battaglie
Il XX. Corpo, inquadrato nella XII Armata di Wenck, aveva iniziato già il 24 aprile l'attacco per sfondare le linee sovietiche e ricongiungersi con la IX Armata. In poco tempo le avanguardie di Wenck arrivarono presso Beelitz, segnando alcuni successi parziali. La battaglia per Beelitz continuò per parecchi giorni, ma alla fine le truppe tedesche occuparono la città. La conquista di questa posizione, determinò le condizioni per l'inizio dell'offensiva della IX Armata per spezzare l'accerchiamento: la mattina del 26 aprile le avanguardie di Busse scoprirono il punto debole dello schieramento sovietico e attraversarono l'autostrada, occupando la rotabile tra Baruth e Zossen. L'assoluta rilevanza strategica di questo punto, che rappresentava la principale via di rifornimento per le truppe sovietiche a Berlino, costrinse i sovietici a scatenare un contrattacco violento, che respinse le truppe tedesche verso la foresta di Halbe.
Ciononostante, alcuni reparti della Luftwaffe individuarono il movimento delle truppe tedesche, riferendone gli sviluppi all'OKW e a Hitler. Il Führer andò su tutte le furie per gli sviluppi della situazione, ma non riusciva ancora a credere all'ostinata disobbedienza dei suoi generali. Per questo fece trasmettere al colonnello generale Jodl il seguente ordine: «Il Führer a Berlino si aspetta che le armate facciano il loro dovere. La storia e il popolo tedesco disprezzeranno tutti coloro che in queste circostanze non fanno il massimo per salvare la situazione e il Führer». Il messaggio fu trasmesso diverse volte nella notte del 27 aprile, ma dalla foresta non venne alcuna risposta.
La IX Armata continuò così a sferrare attacchi per sfondare le linee russe. Già il 27 aprile l'attacco fu portato su due direttrici: da Halbe verso sud a Baruth e verso nord a Teupitz. Nonostante questi tentativi fossero riusciti a riportare alcuni successi iniziali, circondando due unità di fanteria sovietiche, la superiorità delle forze russe in termini di artiglieria e forze aeree era sempre in grado di ristabilire la situazione di partenza, per di più a un caro prezzo per gli attaccanti tedeschi.
La notte del 28 aprile la IX Armata operò un altro disperato tentativo di sfondamento: stavolta però si optò per un attacco in massa concentrato nella zona di Halbe. Nel corso di sanguinosi combattimenti, le truppe tedesche riuscirono a operare uno sfondamento nella zona difesa dalla 50ª Divisione di fucilieri della Guardia sovietica. A quel punto la reazione organizzata da Konev fu spietata: truppe di riserva furono inviate ai fianchi delle forze tedesche attaccanti; l'artiglieria bombardò l'intera area d'attacco; l'aeronautica effettuò ben 2 459 missioni d'attacco e 1 683 di bombardamento. Anche se i comandanti sovietici lo smentirono, fonti storiografiche autorevoli manifestano inoltre il convincimento che le truppe dell'Armata rossa utilizzarono in questa battaglia proiettili al fosforo e pallottole incendiarie.
Il campo di battaglia diventò in breve tempo un vero inferno, in cui anche i soldati più esperti ben presto iniziarono a perdere il controllo dei nervi. Nel corso di queste cruente battaglie, numerose furono le perdite tedesche: sia tra i militari che tra i civili rifugiati presso le posizioni occupate dalla IX Armata. Tuttavia risulta sorprendente il fatto che ben 25 000 soldati tedeschi riuscirono, nel corso delle diverse ondate, a sfondare le linee sovietiche per ricongiungersi con la XII Armata. Questo risultato è ancora più sorprendente se si considera non solo la superiorità delle forze sovietiche, ma soprattutto le difficoltà di orientamento dei tedeschi che, su un campo di battaglia infernale, non disponevano né di mappe dettagliate, né di una precisa cognizione della disposizione delle forze sul campo di battaglia.

## Formazioni coinvolte in battaglia

### Unione Sovietica
- 1º Fronte Bielorusso - Maresciallo G. K. Žukov[2]
  - III Armata – Colonnello Generale A.V. Gorbatov
  - LXIX Armata – Colonnello Generale V.Y. Kolpakchi
  - XXXIII Armata – Colonnello Generale V.D. Svotaev
  - II Corpo di Cavalleria della Guardia – Tenente Generale V.V.Kruhkov
- 1º Fronte Ucraino - Maresciallo I.S. Konev[2]
  - III Armata della Guardia sovietica – Colonnello Generale V.N.Gordov
  - XIII Armata - Colonnello Generale N.P.Phukhov
  - XXVIII Armata – Tenente Generale A.A.Luchinsky
  - III Armata corazzata della Guardia – Colonnello Generale P.S. Rybalko
  - IV Armata corazzata della Guardia – Colonnello Generale D.D. Lelyushenko

Forze Aeree - Maresciallo Capo dell'Aviazione A.A. Novikov
- 2ª Armata Aerea- Colonnello Generale S.A.Krasovsky
- 16ª Armata Aerea - Colonnello Generale S.I. Rudenko
- 18ª Armata Aerea – Vice Maresciallo dell'aria A.Y. Golovanov

### Terzo Reich
- IX Armata – Colonnello Generale Theodor Busse
  - XI SS Panzer Korps – SS-General Matthias Kleinheisterkamp
  - V Corpo di montagna delle SS – SS-General Friedrich Jackeln
  - V Corpo d'armata – Tenente Generale Eduard Wagner
- XII Armata – Colonnello Generale Walther Wenck
  - XX Corpo d'armata – Colonnello Generale Karl-Erik Köhler
  - XXXIX Panzer Korps – Tenente Generale Karl Arndt
  - XXXXI Panzer Korps – Tenente Generale Rudolf Holste
  - XXXXVIII Panzer Korps – Generale Maximilian Reichsfreiherr von Edelsheim